# Grachan Moncur
Grachan Moncur lll (3 juni 1937 i New York City, død 3. juni 2022) var en amerikansk jazzbasunist og komponist. 
Moncur, der har spillet mest freejazz, indspillede to innovative plader i eget navn Evolution (1963) og Some Other Stuff (1964) på pladeselskabet Blue Note, med bl.a. Jackie McLean og Tony Williams. 
Han var ligeledes med på McLeans to plader One Step Beyond (1963) og Destination Out (1964), som den dag i dag bliver regnet for jazzklassikere indenfor den moderne jazz.
Moncur spillede også med Art Blakey, Herbie Hancock, Benny Golson, Joe Henderson, Wayne Shorter, Lee Morgan, Sunny Murray, Beaver Harris, Archie Shepp etc. 
Han indspillede omkring otte album som leder af egne grupper.